# Château-l'Évêque
 Château-l'Évêque  (en occitano Lo Chasteu) es una población y comuna francesa, situada en la región de Aquitania, departamento de Dordoña, en el distrito de Périgueux y cantón de Périgueux-Nord-Est.

## Demografía
| 1191 | 1173 | 1235 | 1378 | 1701 | 1760 |
| Para los censos de 1962 a 1999 la población legal corresponde a la población sin duplicidades (Fuente: INSEE [Consultar]) |      |      |      |      |      |